# Dennstaedtia scabra
Dennstaedtia scabra là một loài thực vật có mạch trong họ Dennstaedtiaceae. Loài này được (Wall. ex Hook.) T. Moore miêu tả khoa học đầu tiên năm 1861.